# Татаренко Євдокія Борисівна
Євдокі́я Бори́сівна Тата́ренко, в шлюбі Гончаре́нко (14 жовтня 1926, село Новопокровка, тепер селище Солонянського району Дніпропетровської області — 9 квітня 2020, село Башмачка Солонянського району Дніпропетровської області) — новаторка сільськогосподарського виробництва, ланкова, хлібороб 1-го відділку кінного заводу № 65 імені Будьонного Покровського району Дніпропетровської області. Герой Соціалістичної Праці (12.09.1949). Депутат Верховної Ради УРСР 3-го скликання.

## Біографія
Народилася 14 жовтня 1926 року в родині конюха Бориса Татаренка. Закінчила семирічну школу. Трудову діяльність розпочала у 1945 році в рільничій бригаді відділку кінного заводу № 65 імені Будьонного Покровського району Дніпропетровської області.
Працювала ланковою молодіжної ланки відділку кінного заводу № 65 імені Будьонного. У 1949 році їй було присвоєне звання Героя Соціалістичної Праці за одержаний у 1948 році урожай пшениці 34,4 центнера з гектара на площі 40 гектарів.
З 1949 року — хлібороб 1-го відділку кінного заводу № 65 імені Будьонного Покровського району Дніпропетровської області. Працювала у колгоспі імені Петровського села Башмачки Солонянського району Дніпропетровської області.
Потім — на пенсії в селі Башмачка Солонянського району Дніпропетровської області.
Пішла з життя після інсульту на 94-му році життя.

## Родина
Троє синів, шестеро онуків, правнуки.

## Нагороди
- Герой Соціалістичної Праці (12.09.1949)
- орден Леніна (12.09.1949)
- медалі